# Abraham
Abraham (hebraisk: אַבְרָהָם, Avraham, ʾAḇrāhām, arabisk: إبراهيم, Ibrahim), hyrden og ejeren af hjorden, er en central figur i det Gamle Testamente, der ser ham som den ældste stamfader til Israels folk. Abrahams historie bliver fortalt i 1. Mosebog kapitel 12-25, hvor han sammen med sin søn Isak og Jakob hører til patriarkerne, der blev forfædrene til Israels tolv stammer. Abraham anses ikke for at være en historisk person, da der ikke kendes vidnesbyrd om ham andre steder end i Bibelen og Koranen.
Abraham anses både i den jødisk-bibelske tradition og inden for såvel islam som kristendommen for at være den oprindelige stamfader for Israels folk. Derfor betegnes de alle tre som abrahamitiske religioner.

## Den bibelske Abraham
Abraham hed først Abram.
Sammen med sin far, Tera, og nevøen Lot, der var søn af sin afdøde bror Haran, var hyrden Abram draget ud fra sin hjemstavn Ur i Kaldæa (syd for det nuværende Irak) for at søge mod Harran (ved Şanlıurfa i Tyrkiet). Det var ved slutningen af yngre stenalder og begyndelsen af bronzealderen ca. år 1900 f.Kr., på en tid da nomaderne blev mere og mere fastboende og allerede forstod sig på korndyrkning og oplagring af forråd. De første keramikprodukter og andre håndværksting var allerede fremstillet. Derfor tilhørte en hyrde sandsynligvis de laveste lag af befolkningen, hvad der kan have haft indflydelse på Abrahams senere liv.
I Harran blev han opfordret af Gud til at drage til landet Kanaan, og dermed sluttede Gud en "ny" pagt med Abram og gav ham og hans kone, Sarai, nye navne: Abraham og Sara. Som led i pagten må alle drenge omskæres på den ottende dag efter fødslen. Til gengæld fik Abraham lovning på landet Kanaan for sig og sine efterkommere, helt til Eufrat.

## Herrens besøg
Mens hans navn stadig var Abram, slog han sig ned ved egetræerne i Mamre nær Hebron, mens brorsønnen Lot satte bo ved Sodoma. Da kong Bera af Sodoma gik i krig, blev Lot taget til fange, og Abram rykkede ud med hele sin husstand af slaver – mere end 300 personer – og fik ham befriet. Abraham boede endnu i Mamrelund, da han igen fik besøg af Herren. – Abraham ser tre mænd nærme sig. Under besøget lover Herren den halvfemsårige Sara, at hun skal føde en søn, hvad der får hende til at le. Herren er på vej til Sodoma for at ødelægge byen, men Abraham – måske med tanke på sin nevø Lot – får aftvunget Gud det løfte, at han skal lade byen være, selv om der kun findes ti retfærdige i den. Det er dog kun de to følgesvende, der omtales som engle, som fortsætter til Sodoma og Gomorra. Først med treenighedslærens gennembrud som dogme på 300-tallet, så de kristne historien om de tre mænd som en bekræftelse på denne, mens de i rabbinsk tolkning blev opfattet som tre engle, som regel ærkeenglene Mikael, Gabriel og Rafael. Kirkefaderen Augustin var enig i, at de tre besøgende var engle, men mente, at Gud samtidig var i dem alle tre. Det ville forklare, hvorfor Abraham, Lot og Moses (der blev anset som forfatteren) veksler mellem at tiltale dem i ental og flertal.  Andre påstod derimod, at kun de to, der fortsatte til Sodoma og Gomorra, var engle, mens den tredje var Kristus i engleskikkelse. En af de ældste kendte afbildninger af besøget er en mosaik fra 400-tallet i Santa Maria Maggiore-kirken i Rom, der viser de tre gæster øverst til højre, hvor den midterste er omgivet af en mandorla, dvs. man har tænkt sig ham som Kristus. I den nederste rad ser man Abraham dobbelt, hvor han både giver Sara besked om at bage kager, og serverer den nyslagtede kalv for gæsterne. 

## Ibrahim
I muslimsk tradition kendes Abraham som Ibrahim og anses af muslimer som en betydningsfuld profet på baggrund af sin genopbygning af Ka'baen i Mekka, hvor hans fodspor stadig påstås at være synlige, og fordi han var far til Ismael, som regnes som arabernes stamfader.
Koranen gengiver også en historie, hvor Abraham kastes i en ild, som er kølig, mens han stadig var i Mesopotamien. Han blev kastet i ilden, fordi han ødelagde sine faders idoler.